# Saint-Pierre-d’Argençon
Saint-Pierre-d’Argençon település Franciaországban, Hautes-Alpes megyében. Lakosainak száma 154 fő (2022. január 1.). Saint-Pierre-d’Argençon Aspremont, Aspres-sur-Buëch, La Beaume, La Faurie, La Piarre és La Bâtie-des-Fonds községekkel határos.

## Népesség
A település népessége az elmúlt években az alábbi módon változott:
| Lakosok száma | 151  | 147  | 141  | 166  | 157  | 157  | 156  | 162  | 163  | 154  |
|               | 1968 | 1982 | 1990 | 2006 | 2013 | 2015 | 2017 | 2019 | 2020 | 2022 |